# Le magiche Ballerine Volanti
Le magiche Ballerine Volanti (Sky Dancers) è una serie televisiva a cartoni animati, prodotta da Abrams Gentile Entertainment e Gaumont e basata sull'omonima linea di giocattoli.

## Lista episodi
| nº | Titolo inglese               | Titolo italiano | Prima Tv USA     | Prima Tv Italia |
| -- | ---------------------------- | --------------- | ---------------- | --------------- |
| 1  | The Sky's the Limit          |                 | 26 gennaio 1996  | 23 giugno 1997  |
| 2  | On Wings Of Song             |                 | 2 febbraio 1996  |                 |
| 3  | Broken Stone                 |                 | 9 febbraio 1996  |                 |
| 4  | Getting the Story            |                 | 16 febbraio 1996 |                 |
| 5  | Lonely Heart                 |                 | 23 febbraio 1996 |                 |
| 6  | Dance Jade, Dance            |                 | 1º marzo 1996    |                 |
| 7  | The Last Dance               |                 | 8 marzo 1996     |                 |
| 8  | Troublemakers                | I guastafeste   | 15 marzo 1996    |                 |
| 9  | Spread Your Wings            |                 | 22 marzo 1996    |                 |
| 10 | Love Lost, Love Found        |                 | 29 marzo 1996    |                 |
| 11 | Skyler vs Skyler             |                 | 5 aprile 1996    |                 |
| 12 | Blue Heaven                  |                 | 12 aprile 1996   |                 |
| 13 | Time and Again               |                 | 19 aprile 1996   |                 |
| 14 | Statues                      |                 | 26 aprile 1996   |                 |
| 15 | The Alliance                 |                 | 3 maggio 1996    |                 |
| 16 | Forever Love                 |                 | 10 maggio 1996   |                 |
| 17 | Where's My Body?             |                 | 17 maggio 1996   |                 |
| 18 | The Imps' Trap               |                 | 24 maggio 1996   |                 |
| 19 | Long Live Sky Clone          |                 | 31 maggio 1996   |                 |
| 20 | Slam Bang                    |                 | 7 giugno 1996    |                 |
| 21 | Moment of Truth              |                 | 14 giugno 1996   |                 |
| 22 | Treasure Cloud               |                 | 21 giugno 1996   |                 |
| 23 | Heartbreak                   |                 | 28 giugno 1996   |                 |
| 24 | Dark Star                    |                 | 5 luglio 1996    |                 |
| 25 | The Purple Tide of Skyridium |                 | 12 luglio 1996   |                 |
| 26 | The Operation                |                 | 19 luglio 1996   |                 |
| 27 | A Friend in High Places      |                 | inedito          |                 |

## Personaggi
- Giada (Jade)
- Camilla (Camille)
- Angelica
- Caroline
- Marcus (Breeze)
- Tommy (Slam)
- Re Nero (Sky Clone)
- Regina Sheela (Regina Skyla)
- Re Hector (Re Skyler)
- Pasticcio, Garbuglio e Tedio (Muddle, Jumbleand e Snarl) sono i tre scagnozzi di Re Nero, chiamati "Gli Spiccioli" (in originale vengono indicati come Imp)
- Tornado (o Uragano)

## Doppiaggio
Il doppiaggio italiano della serie è stato eseguito presso lo studio Deneb Film di Milano sotto la direzione di Maurizio Torresan.
| Personaggi    | Voce italiana       |
| ------------- | ------------------- |
| Giada         | Elisabetta Spinelli |
| Caroline      | Emanuela Pacotto    |
| Camilla       | Patrizia Scianca    |
| Angelica      | Daniela Fava        |
| Tommy         | Gianluca Iacono     |
| Marcus        | Claudio Moneta      |
| Re Nero       | Pietro Ubaldi       |
| Re Hector     | Enrico Bertorelli   |
| Regina Sheela | Elda Olivieri       |
| Pasticcio     | Riccardo Peroni     |
| Garbuglio     | Luca Bottale        |
| Tedio         | Mario Scarabelli    |